# Objokovanje Kristusa (Mantegna)
Objokovanje Kristusa (znano tudi kot Objokovanje nad mrtvim Kristusom ali Mrtvi Kristus in druge različice) je slika približno  iz leta 1480 italijanskega renesančnega umetnika Andrea Mantegne. Medtem ko se o letnici nastanka dela razpravlja, je bilo zaključeno med letoma 1475 in 1501, verjetno v začetku 1480-ih. Na marmornati plošči prikazuje telo ležečega Kristusa. Nad njim bdita Devica Marija in sveti Janez Evangelist in sveta Marija Magdalena, ki objokujejo njegovo smrt.
Mantegna je to sliko morda naredil za svojo osebno pogrebno kapelo. Po smrti so jo našli sinovi v njegovem studiu in ga je sin Ludovico za poplačilo dolgov prodal kardinalu Sigismondu Gonzaga, ki ga je leta 1627 popisal med premoženjem mantovskih gospodov. Nadaljnja usoda slike je še vedno predmet razprave med znanstveniki, saj je bila zapletena v niz lastniških sprememb in le delno - in zmedeno - dokumentirana: v skladu z najnovejšo, a ne dokončno teorijo je bila slika leta 1628 prodana Karlu I. Angleškem skupaj z najdragocenejšimi deli iz zbirke Gonzagov; nato je prešla na trg starin in v zbirko kardinala Mazarina; ob razpršitvi slednjega je izginila več kot stoletje. Do začetka 19. stoletja ni bilo več slišati o sliki: leta 1806 je tajnik Accademia di Brera Giuseppe Bossi dejansko prosil kiparja Antonia Canovo, da je posrednik pri nakupu njegovega 'iskanega' Mantegna, ki se je leta 1824 končno prebil v Pinakoteko.
Slika je danes v Pinakoteka Brera v Milanu, Italija.

## Tema
Tema Objokovanje Kristusa je pogosta v srednjeveški in renesančni umetnosti, čeprav je ta obravnava, ki sega do teme, imenovane Kristusovo maziljenje, za to obdobje nenavadna. Večina žalovanja kaže veliko več stika med žalujočimi in telesom. Bogati so kontrasti svetlobe in sence, ki jih vliva globok občutek patetike. Realizem in tragičnost prizorišča povečuje perspektiva, ki napoveduje in dramatizira ležečo figuro ter poudarja anatomske podrobnosti: zlasti Kristusov prsni koš. Luknje v Kristusovih rokah in nogah ter obrazi žalujočih so upodobljeni brez kakršnega koli popuščanja idealizmu ali retoriki. Ostro vlečena draperija, ki pokriva truplo, prispeva k dramatičnemu učinku. Sestava daje osrednji poudarek podobe Kristusovim genitalijam - poudarek, ki ga v tem obdobju pogosto najdemo pri Jezusovih figurah, še posebej kot dojenčku, ki ga Leo Steinberg in drugi povezujejo s teološkim poudarkom na Jezusovi človečnosti. Zdi se, da je prostor, v katerem so figure zaprt, majhen in mračen, kar kaže na mrtvašnico.

## Vsebina in analiza
Z načinom, kako je Kristus naslikan, gledalci težko natančno določijo resnične dimenzije Kristusovega telesa. Njegov precej velik trup, roke in noge so upodobljeni tako, da so bližje gledalcu, težko je ugotoviti velikost njegovih proporcev. Umetnostni zgodovinar Hubert Schrade poudarja, »vznemirjenje dimenzije dela, ki omogoča takojšnjo bližino, vendar zanika kakršno koli intimo«. Mantegna je tudi zmanjšal velikost figurinih stopal, ki bi pokrivale večji del telesa, če bi bile resnične. Nemški strokovnjak Hans Jantzen meni, da ima slika pravokotno perspektivo, perspektivo, za katero je menil, da ima najvišji pomen.
Ko je postavljen v višino oči pred Kristusovimi nogami, tik pred njegove odprte rane, gledalca vabijo, da se spomni razloga njegove smrti. Mantegna je predstavil tako grozljivo študijo močno skrajšanega trupla kot tudi močno ostro upodobitev svetopisemske tragedije. Prikaz trpljenja Jezusa Kristusa pred tem dogodkom naj bi vzbudil ne le bolečino, ampak tudi upanje. Ideja o skercu, glasbenem izrazu, ki se nanaša na lahkoten, igriv segment simfonije, je prisotna v tem prizoru , ki v pričakovanju prihodnjega Kristusovega vstajenja prikliče rahlo lahkotnost, upanje in obljubo. Slika je še eno zrcalo napisov srednjega veka na slikah, povezanih s Kristusom na križu ali Gospodovim mukam, ki bi rekel: »Aspice qui transis, quia tu mihi causa doloris (glej tukaj, ti, ki greš mimo, ti si vzrok moje bolečine)«. Poleg tega, da je pred odprtimi poškodbami tkanina, na katero je položen Kristus, kaže, da je zdaj čas za žalovanje, preden ga bodo pokopali. Kamen, na katerega je položen Kristus, je znan tudi kot Kamen ponižanja ali Kamen maziljenja in je plošča, na katero je bilo po križanju položeno Kristusovo telo. Gledalec naj bi čutil, da ne more doseči in se dotakniti njegovega telesa, je dejal Shrade: »Nihče od žalujočih se ne upa dotakniti trupla, nedotakljiv je«.
Simbolni pomen teme, ki ji je v perspektivi predstavljena prva noga, pomeni, da je posameznik izgubil bitko ali vojno. Vendar pa po navadi pomeni, da je posameznik izrojen ali poraženec, ki ga prizadenejo nesrečni dogodki, na primer poplava ali nesreča. To se še posebej uporablja za posnetke tistih, ki jim je bila odrečena sveta ali božja zaščita. Tu pa Mantegna naslika eno najsvetejših figur v takem položaju. Stopala veljajo tudi za najnižje dele človeškega telesa, med posamezniki na sliki pa je prisotna Marija Magdalena, ki je Kristusu umivala noge s solzami in lasmi kot dejanjem globokega spoštovanja in prošnjo za odpuščanje.
Na sliki je Kristusova glava nekoliko obrnjena od Marije, Janeza in Marije Magdalene, da bi bila obrnjena proti smeri osvetlitve. To je upodobljeno tako, da simbolizira božje nauke in obljube, ko se nekdo bliža koncu svojega življenja.